# ファイアーエムブレム0
『ファイアーエムブレム0』（ファイアーエムブレムサイファ）はインテリジェントシステムズが開発、任天堂より発売のトレーディングカードゲーム。

## 概要
『ファイアーエムブレムシリーズ』のキャラクターが描かれたカードで勝負する。キャッチコピーは「絆で戦うカードゲーム」。
過去に同作を取り扱ったTCGとして『ファイアーエムブレムTCG』が存在したが、本作は同作の開発元であるインテリジェントシステムズが直接手がけている。また、それとは異なりカードの種類はキャラクターのみであり、魔法やアイテムといったカードは存在しない。
存在するカードの全てが原作に登場したキャラクターの再現ではなく、原作では特殊な方法でしか再現できない兵種になったキャラクターや、本来は下級職として登場しないキャラクターの下級職バージョンといったカードも存在し、また原作と一切関わりのないオリジナルキャラクターも登場する。

## ルール
最低50枚で構築されるデッキ内からゲーム開始時に条件を満たすカード1枚を「主人公」として選択し、相手の主人公を撃破することで同様に開始時にデッキから裏で置いた5枚の「オーブ」を破壊し（破壊されたオーブは破壊された側の手札に加える）、オーブが0枚の状態で相手の主人公を撃破することで勝利となる。通常のカードは撃破されると「退避エリア」に置かれ、スキル（カードの能力）を使うなどしなければ復帰できないが、主人公は撃破されてもオーブを破壊されるだけであり、最後まで戦場（フィールド）を離れない。
戦場はプレイヤーごとに「前衛エリア」「後衛エリア」の2つに分けられて互いに面する形となり、相手の戦場に進入することはできないが、原作のようにカードに原則1から2の「射程」が設定されていることで、射程2のカードで自分の後衛から相手の前衛、自分の前衛から相手の後衛に攻撃することができる。また、防御側の前衛エリアにカードがなくなると強制的に後衛のカードを前衛に配置し直す「進軍」も発生する。
カードには「戦闘力」「支援力」という数値が設定されており、戦闘を行う際にはお互いにデッキの1番上のカードを公開して「支援」を行い、そのカードの支援力を戦闘したカードの戦闘力に加算してから互いの戦闘力を比較することで戦闘の結果を決定する。支援に使われたカードは退避エリアに置くのでデッキが減少しやすくなっているが、デッキが0枚になっても即座に退避エリアのカードをシャッフルして新たなデッキとし、デメリットも一切与えられない。
原作同様に下級職や上級職という概念が存在し、同じユニット（キャラクター）名を持つカードを重ねることで「レベルアップ」「クラスチェンジ」を行うことができる。逆に、同じユニット名を持つカードは（全体のカード名が異なっていても）自分の戦場に2枚以上出すことができず、必ず重ねなければならない。
いわゆるコストの概念として、毎ターン1枚まで手札から「絆エリア」にカードを置き（置かれたものは「絆カード」と呼ばれる）、その枚数に等しい数までカードの「出撃コスト」を支払って戦場に出すことができる。それとは別にスキルには絆カードを裏返す「リバース」と呼ばれるコストが数多く存在する。ただし、カードには原作の1作品（関係性の深い作品同士は複数作で共有する場合もある）ごとに設定された「シンボル」があり、出撃させるカードと同じシンボルを持つ表向きの絆カードがなければ、たとえ絆カードが何枚あっても出撃させることができない。これにより、デッキ内のカードのシンボルの総数が多いほどに出撃に不都合が生じやすくなる。

## 登場作品
| #                                 | 商品名 | シンボル             | カードのフレームカラー |
| --------------------------------- | --- | -------------------- | ---------------------- |
| 『暗黒竜と光の剣』                | 「暗黒戦争篇」「英雄たちの戦刃」「英雄総進軍」「英雄たちの凱歌」                                                                                                  | 光の剣               | 赤                     |
| 『外伝』                          | 「英雄総進軍」「英雄たちの凱歌」 | 光の剣               | 赤                     |
| 『紋章の謎』                      | 「幻影篇」「煌めき幻奏」「英雄総進軍」「英雄たちの凱歌」 | 光の剣               | 赤                     |
| 『聖戦の系譜』                    | 「聖戦の系譜篇」「閃駆ノ騎影」「生と死-運命の先へ」「荒れ狂う破濤」「輝く世界」「英雄総進軍」「覇天の聖焔」「英雄たちの凱歌」                                     | 聖戦旗               | 黄                     |
| 『トラキア776』                   | 「クロスローズ」「輝く世界」「英雄総進軍」「英雄たちの凱歌」 | 聖戦旗               | 黄                     |
| 『封印の剣』                      | 「封印動乱篇」「相剋を越えて」「響地轟轟」「勇気よ燃ゆる魂よ」「英雄総進軍」「劫火の嵐」「英雄たちの凱歌」                                                        | 神器                 | 紫                     |
| 『覇者の剣』                      | 「響地轟轟」「英雄たちの凱歌」 | 神器                 | 紫                     |
| 『烈火の剣』                      | 「士道を征く」「烈火の剣篇」「炎と鋼と想と哀と」「英雄総進軍」「劫火の嵐」「英雄たちの凱歌」                                                                      | 神器                 | 紫                     |
| 『聖魔の光石』                    | 「赫赫たる双撃」「英雄総進軍」「雄飛のオラトリオ」「英雄たちの凱歌」                                                                                              | 神器                 | 紫                     |
| 『蒼炎の軌跡』                    | 「蒼炎の軌跡篇」「希望への雙剣」「響地轟轟」「荒れ狂う破濤」「瞳の見つめる未来」「英雄総進軍」「その手が導く夜明け」「英雄たちの凱歌」                            | メダリオン           | 緑                     |
| 『暁の女神』                      | 「相剋を越えて」「響地轟轟」「荒れ狂う破濤」「瞳の見つめる未来」「勇気よ燃ゆる魂よ」「英雄総進軍」「その手が導く夜明け」「英雄たちの凱歌」                        | メダリオン           | 緑                     |
| 『新・暗黒竜と光の剣』            | 「炎と鋼と想と哀と」「英雄総進軍」「英雄たちの凱歌」 | 光の剣               | 赤                     |
| 『新・紋章の謎 〜光と影の英雄〜』 | 「輝く世界」「英雄総進軍」「英雄たちの凱歌」 | 光の剣               | 赤                     |
| 『覚醒』                          | 「覚醒篇」「英雄たちの戦刃」「幻影篇」「煌めき幻奏」「生と死-運命の先へ」「荒れ狂う破濤」「瞳の見つめる未来」「英雄総進軍」「雄飛のオラトリオ」「英雄たちの凱歌」 | 聖痕                 | 青                     |
| 『if 白夜王国』                   | 「白夜篇」「光と闇の神焔」「士道を征く」「クロスローズ」「瞳の見つめる未来」「英雄総進軍」「その手が導く夜明け」「英雄たちの凱歌」                                | 白夜                 | 白                     |
| 『if 暗夜王国』                   | 「暗夜篇」「光と闇の神焔」「閃駆ノ騎影」「クロスローズ」「輝く世界」「英雄総進軍」「その手が導く夜明け」「英雄たちの凱歌」                                        | 暗夜                 | 黒                     |
| 『if インビジブルキングダム』     | 「希望への雙剣」「閃駆ノ騎影」 「士道を征く」「クロスローズ」「その手が導く夜明け」「英雄たちの凱歌」                                                             | 白夜・暗夜           | 白・黒                 |
| 『♯FE』                           | 「幻影篇」「煌めき幻奏」「瞳の見つめる未来」「輝く世界」「英雄総進軍」「雄飛のオラトリオ」「英雄たちの凱歌」                                                      | 光の剣・聖痕・（無） | 赤・青・（無）         |
| 『ヒーローズ』                    | 「クロスローズ」「炎と鋼と想と哀と」「勇気よ燃ゆる魂よ」「英雄総進軍」「劫火の嵐」「英雄たちの凱歌」                                                              | （無）               | （無）                 |
| 『Echoes もうひとりの英雄王』     | 「神々の大地篇」「響地轟轟」「赫赫たる双撃」「勇気よ燃ゆる魂よ」「英雄総進軍」「英雄たちの凱歌」                                                                  | 光の剣               | 赤                     |
| 『無双』                          | 「赫赫たる双撃」「英雄たちの凱歌」 | （無）               | （無）                 |
| 『風花雪月』                      | 「英雄総進軍」「風花雪月篇」「雄飛のオラトリオ」「覇天の聖焔」「劫火の嵐」「英雄たちの凱歌」                                                                      | 女神紋               | 茶                     |

## シリーズ
スターターデッキとブースターパックを「第○弾」として同時発売する形式をとっている。スターターデッキはそれぞれが単一の作品をテーマとしており、ブースターパックはスターターデッキ収録のカードと同じシンボルを含む数種類のシンボルのカードで構成される。
2020年10月1日発売予定の第22弾をもって商品展開を終了することが2020年4月2日に公式Twitterで発表され、予定通り第22弾をもって終了した。

### 第1弾「暗黒竜と光の剣」「覚醒」
『if』と同日の2015年6月25日発売。
- スターターデッキ - 「暗黒戦争篇」/「覚醒篇」
  - 「暗黒戦争篇」は『if』で『アリティアの王子 マルス（サイファ マルス）』が使用可能な、ダウンロード番号封入[注 4]
  - 「覚醒篇」は『if』で『マルスを名乗る剣士 ルキナ（サイファ ルキナ）』が使用可能な、ダウンロード番号封入[注 4]
- ブースターパック - 「英雄たちの戦刃」
  - 「英雄たちの戦刃」はボックス購入者限定で『if』で『ペガサスナイト ミネルバ（サイファ ミネルバ）』が使用可能な、ダウンロード番号封入[注 4][9]

### 第2弾「if 白夜王国」「if 暗夜王国」
2015年9月19日発売。
- スターターデッキ - 「白夜篇」/「暗夜篇」
  - 「白夜篇」はニンテンドー3DS用オリジナルテーマ ダウンロード番号記載シート『ファイアーエムブレム25周年 歴代主人公』
  - 「暗夜篇」は同機種用オリジナルテーマ ダウンロード番号記載シート『ファイアーエムブレム25周年 歴代ヒロイン』
    - 同テーマ共通で辻横由佳による書き下ろしBGMつき
- ブースターパック - 「光と闇の神焔」

### 第3弾「蒼炎の軌跡」「if インビジブルキングダム」
2015年12月10日発売。
- スターターデッキ - 「蒼炎の軌跡篇」
  - ニンテンドー3DS用オリジナルテーマ ダウンロード番号記載シート『大合唱ファイアーエムブレム』
- ブースターパック - 「希望への雙剣」

### 第4弾「紋章の謎」「覚醒」「♯FE」
2016年3月17日発売。
- スターターデッキ - 「幻影篇」
- ブースターパック - 「煌めき幻奏」

### 第5弾「封印の剣」「暁の女神」
2016年6月23日発売。
- スターターデッキ - 「封印動乱篇」
- ブースターパック - 「相剋を越えて」

### 第6弾「聖戦の系譜」「if インビジブルキングダム 暗夜」
2016年9月29日発売。
- スターターデッキ - 「聖戦の系譜篇」
- ブースターパック - 「閃駆ノ騎影」

### 第7弾「烈火の剣」「if インビジブルキングダム 白夜」
2016年12月8日発売。
- ブースターパック - 「士道を征く」

### 第8弾「覚醒」「聖戦の系譜」
2017年3月16日発売。
- ブースターパック - 「生と死-運命の先へ」

### 第9弾「Echoes」「封印の剣」「覇者の剣」「蒼炎の軌跡」「暁の女神」
2017年6月22日発売。
- スターターデッキ - 「神々の大地篇」
- ブースターパック - 「響地轟轟」

### 第10弾「トラキア776」「if」「ヒーローズ」
2017年9月21日発売。
- ブースターパック - 「クロスローズ」

### 第11弾「聖魔の光石」「Echoes」「無双」
2017年12月7日発売。
- ブースターパック - 「赫赫たる双撃」

### 第12弾「蒼炎の軌跡」「暁の女神」「覚醒」「聖戦の系譜」
2018年3月22日発売。
- ブースターパック - 「荒れ狂う破濤」

### 第13弾「烈火の剣」「新・暗黒竜と光の剣」「ヒーローズ」
2018年6月28日発売。
- スターターデッキ - 「烈火の剣篇」
- ブースターパック - 「炎と鋼と想と哀と」

### 第14弾「覚醒」「if 白夜王国」「蒼炎の軌跡」「暁の女神」「♯FE」
2018年9月27日発売。
- ブースターパック - 「瞳の見つめる未来」

### 第15弾「新・紋章の謎」「if 暗夜王国」「聖戦の系譜」「トラキア776」「♯FE」
2018年12月13日発売。
- ブースターパック - 「輝く世界」

### 第16弾「封印の剣」「Echoes」「暁の女神」「ヒーローズ」
2019年3月22日発売。
- ブースターパック - 「勇気よ燃ゆる魂よ」

### 第17弾「暗黒竜と光の剣」「外伝」「紋章の謎」「聖戦の系譜」「トラキア776」「封印の剣」「烈火の剣」「聖魔の光石」「蒼炎の軌跡」「暁の女神」「新・暗黒竜と光の剣」「新・紋章の謎」「覚醒」「if 白夜王国」「if 暗夜王国」「♯FE」「ヒーローズ」「Echoes」「風花雪月」
2019年6月27日発売。
- スターターデッキ - 「絆の戦士たち篇」
- ブースターパック - 「英雄総進軍」

### 第18弾「風花雪月」「覚醒」「聖魔の光石」「♯FE」
2019年9月26日発売。
- スターターデッキ - 「風花雪月篇」
- ブースターパック - 「雄飛のオラトリオ」

### 19弾「風花雪月」「聖戦の系譜」
2019年12月12日発売。
- ブースターパック - 「覇天の聖焔」

### 20弾「if 白夜王国」「if 暗夜王国」「if インビジブルキングダム」「蒼炎の軌跡」「暁の女神」
2020年3月19日発売。
- ブースターパック - 「その手が導く夜明け」

### 21弾「風花雪月」「封印の剣」「烈火の剣」「ヒーローズ」
2020年6月25日発売。
- ブースターパック - 「劫火の嵐」

### 22弾「暗黒竜と光の剣」「外伝」「紋章の謎」「聖戦の系譜」「トラキア776」「封印の剣」「覇者の剣」「烈火の剣」「聖魔の光石」「蒼炎の軌跡」「暁の女神」「新・暗黒竜と光の剣」「新・紋章の謎」「覚醒」「if 白夜王国」「if 暗夜王国」「if インビジブルキングダム」「♯FE」「ヒーローズ」「Echoes」「無双」「風花雪月」
2020年10月1日発売。
- ブースターパック - 「英雄たちの凱歌」

## アルバムブックキャンペーン
2015年12月10日から、対象の店舗で一定数カードパックを購入することで貰うことができる。キャンペーンについては、各店舗の在庫がなくなり次第終了。
第一弾「傭兵団、異常なし」
2015年12月10日から。
表紙に描かれたキャラクターはアイク。
第二弾「雷神の後継者」
2016年1月1日から。
表紙に描かれたキャラクターはカムイ（男）。
第三弾「暗夜に咲く花たち」
2016年2月1日から。
表紙に描かれたキャラクターはカムイ（女）。

## オリジナルキャラクター
第2弾以降に登場する本作オリジナルキャラクター。取扱説明書や公式コラムにも登場している。
うち4名については、『ファイアーエムブレム Echoes もうひとりの英雄王』では有料追加コンテンツ『新たなる仲間』に登場し、アルム軍もしくはセリカ軍、または両軍合流後にそれぞれのステージをクリアすることで仲間に加えることができる。また、コミックマーケット93ではオリジナルキャラクターを主役としたトークCDが販売された。
エマ
声 - 鈴木絵理
見習い天馬騎士の少女。年齢は13歳。活発で勇敢な少女だが、天然でドジな一面もある。サイファでの初登場クラスは天馬武者→金鵄武者。
Echoesでは「迷子の少女と風来坊」で登場する。初期クラスはファルコンナイト。
ランドやユズ、シェイドと共に国から国へと旅をしていたが、あるトラブルによりユズ及びシェイドとはぐれてしまう。その後ランドと行動を共にしていたが、ランドに賭博で負けたならず者達に襲撃される。そこに通りかかったアルム軍もしくはセリカ軍に救援を求め、彼らと共にならず者達を撃退する。その後、ランドと共にアルム軍もしくはセリカ軍へと加わる。
自由奔放なランドに困っているが本心では頼りにしており、彼が自らを犠牲にエマを逃がそうとしていたことを知ったときは思わず泣き出してしまった。
戦後はバレンシア大陸から離れまた新たな地へと旅立っており、これは後述の3名も同様である。その後詳しい記録は残っていないが、噂ではペガサスのみならず、ファルコンやドラゴンといった様々な動物を乗りこなしていたという。
シェイド
声 - 山村響
妖艶な服装と容姿をしており、知識の豊富な大人の女性。「先生」を名乗ったり、そう扱われることが多いが、周囲に振り回されることも多い。年齢は不詳だが、現実世界における20年以上前の古い作品についてよく知っているような発言をする。サイファでの初登場クラスはダークマージ→ソーサラー。
Echoesでは「闇の聖女と剣豪少女」で登場。初期クラスは聖女。
自分たちとはぐれてしまったランド及びエマを心配するあまりパニックに陥り泣き出してしまい、ユズを困らせる。その後空腹感に苛まれた際にユズから兵糧丸を貰うが、彼女の口には合わず逆上して飛び出してしまう。その後何者かに操られてしまい魔物達と共にユズを襲撃するが、その場に居合わせたアルム軍もしくはセリカ軍との戦闘で疲弊し、怯んだところにユズの兵糧丸を再び食べさせられ、その不味さによって正気を取り戻す。敵軍を掃討した後はアルム軍もしくはセリカ軍に迷惑をかけたことを詫び、ユズと共に彼らの軍勢に加わる。
戦後バレンシア大陸を旅立ち、その後の噂では様々な魔法や杖を習得し、その豊富な知識を生かして後進の指導にも熱心に取り組んだという。
ユズ
声 - 木村珠莉
第3弾より登場。白夜王国生まれだが暗夜王国を旅している、無骨で武人気質な少女。勝負事となれば果敢な一方、人付き合いは苦手でシャイな一面もある。兄がいることが示唆されている。サイファでの初登場クラスは侍→剣聖。
Echoesでは「闇の聖女と剣豪少女」で登場。初期クラスは神官。
エマ及びランドとはぐれてしまい、シェイドと行動を共にする。その中で、シェイドに兵糧丸を食べさせた所口に合わなかった模様であり、逆上して飛び出したシェイドともはぐれてしまう。その後何者かに操られたシェイドに襲撃され、その場に居合わせたアルム軍もしくはセリカ軍に救援を求める。その後彼らと共闘しシェイドを救出することに成功する。戦いの後はアルム軍もしくはセリカ軍にシェイドと共に加わり、彼らと行動を共にする。
戦後バレンシア大陸を旅立ち、その後の噂では武芸百般を極めることを目指し様々な兵種となって戦場に立ったという。
ランド
声 - 小西克幸
第5弾より登場。気まぐれで賭事を好む自由奔放な傭兵騎士。戦場では二刀流を得意とする。発言から、シェイドよりも格段に年上であると推測される。第7弾では若い頃の姿が登場しており、現在と似ても似つかないキザな性格、戦場では邪道な戦い方を好む策略家として描かれている。サイファでの初登場クラスはソシアルナイト→パラディン。
Echoesでは「迷子の少女と風来坊」で登場。初期クラスはパラディン。
あるトラブルによってユズ及びシェイドとはぐれてしまい、エマと行動を共にする。その後ある晩にならず者達と賭事を行い、イカサマを使用して金を儲けていた。しかしそのことで彼らから恨みを買い、旅の道中で襲撃されてしまう。その際馬が負傷してしまったため動けなくなり、エマを先に逃がす。しかし、エマの呼んだアルム軍もしくはセリカ軍の助けにより救出され、以降はエマと共に彼らの軍に加わる。
アルムのことは「アルムの大将」、セリカのことは「セリカの嬢ちゃん」と親しみを込めた渾名で呼ぶ。
戦後バレンシア大陸を旅立ち、その後の噂では二刀流の傭兵騎士として様々な武器を扱い、幾多の戦場で活躍したという。
アリス
声 - 高橋未奈美
第10弾より登場。見聞を広めるため祖国を離れ、諸国を旅している貴族の少女。貴族然として振る舞うが、子供っぽくおっちょこちょい。人助けを積極的にするが、それはあくまで貴族の義務だからだと主張する。サイファでの初登場クラスは貴族→ストラテジスト。
バルジャン
声 - 高橋英則
第10弾より登場。アリスに仕える執事兼騎士。全身を鎧で固めており、戦場以外でも兜を脱ごうとしない。愛称は「バル」で、親愛を込めてそう呼ばれることを好む、礼儀正しいが気さくな人物。サイファでの初登場クラスはソードアーマー→ジェネラル。
ニーヴ
声 - 桑原由気
初出はファイアーエムブレム0 愛と絆のスペシャルトークCD、カードとしては第12弾より登場。仮面をつけた無口で謎多き女性。エマ達が「無限の混沌」と呼ぶ力が満ちた世界からやってきた。サイファでの初登場クラスはカオスナイト→カオスソードマスター。